# Пабјањице
Пабјањице (пољ. Pabianice) град је и општина у Пољској. Налази се у војводству Лођ, у пабјањском повјату.
Од 1975. до 1998. године град је административно припадао Војводству Лођ. Пабјањице припада савезу Пољских градова.
По подацима из 2004. године у граду је живело 71 313 становника.

## Положај
Град се налази у близини Лођи. Површина града је 32,9 km². Град има елипсасти облик. Најнижа тачка у граду се налази на реци Добжињци и износи 174 метара. Највиша тачка у граду налази се северно од градске шуме и износи 203 m. Заштитник града је свети Максимилијан Марија Колбе.

## Структуа површине
По подацима из 2002. године површина града је износила 32,98 km², а од тога:
- пољопривредно земљиште: 53%
- шумско земљиште: 9%

Град представља 6,72% површине повјата.

## Демографија
| 2012.  |
| ------ |
| 68.321 |

Подаци од 30. јуна 2004. године:
| Опис                                 | Укупно     | Укупно | Жене       | Жене   | Мушкарци   | Мушкарци |
| ------------------------------------ | ---------- | ------ | ---------- | ------ | ---------- | -------- |
| јединица                             | становника | %      | становника | %      | становника | %        |
| становништво                         | 71 313     | 100    | 38 406     | 53,9   | 32 907     | 46,1     |
| густина насељености (становника/km²) | 2162,3     | 2162,3 | 1164,5     | 1164,5 | 997,8      | 997,8    |

По подацима из 2002. године средњи доходак по глави становника износио је 1005,58 zł.

## Историја

### Настанак насеља
Пабјањице су највероватније настале на преласку између X и XI века као невелико шумско насеље на реци Добжинка. Из тог периода потиче и име насеља чији је оснивач највероватније био човек по имену Фабијан (Пабијан).

### Пабјањице - црквено село
У почетку насеље је било у власништву кнеза. Тек у XII веку село постаје власништво Краковске цркве. Због велике удаљености од Кракова у наредном периоду село је доживело стагнацију.

### Настајање града
Ситуација се нагло изменила на прелазу из XIII у XIV век. Када је насеље добило статус града није тачно познато јер је архива изгорела у XVI веку. Сагласност за оснивање града краковском бискупу Јану Мускати дао је још Владислав Локјетек 1297. године, али то је највероватније реализовано тек половином XIV века. Историчари најчешће прихватају за датум оснивања града године између 1342. и 1354. Први извори о Пабјањицама настали су крајем XIV века

### Град за време I Жечпосполите
Пабјањице није било велико град. За време најбољег просперитета пољских градова између XVI и XVII века град је имао само 1100 становника. Град је био саграђен искључиво од дрвета, поред пута из Кракова до Лечице. Становништво се бавило највише земљорадњом. У другој половини XVI века саграђене су највеће туристичке атракције у граду - Замак (између 1565. и 1571)као и парохијска црква светог Матије (1583—1588).

### Слабљење града у XVII и XVIII в.
Од краја XVI века град је полако почео да губи на значају, чак и у регионалним оквирима. До тога су довеле честе епидемије, пожари и ратови. У првој половини XVIII века у граду је живело само 300 становника.

### Индустријски развој
Процес стагнације је престао када је град припојен Пољском краљевству које је било део Руске Империје. Нова власт је саградила сукнарску фабрику. Услед индустријализације града становништво се повећало. Године 1823—1824. услед повећаног броја становника донет је урбанистички план града.
Број становника је непрестано растао. У току друге половине XIX века становништво је нарасло осам пута. Почетком Првог светског ратау граду је живело већ 48 000 становника.

### Други светски рат
Други светски рат је веома неповољно утицао на развој града. Посебно лоше су прошли Јевреји од којих скоро нико није преживео рат. Почетком 1940. године у старом граду је основано гето за Јевреје. Већина становника гета уколико није умирала од глади или епидемије је убијена у концентрационом логору.
Немци су имали плам да сам град германизују, тако да су имена улица мењана, све пољске школе и институције су затворене rzemianowano, а планирано је и исељавање целокупног пољског становништва на исток. Године 1941. је отпочела изградња нове деонице града под називом "Neue Heimat" (Нова домовина) предвиђене за немачке колонисте, али тај пројекат Немци нису успели да заврше до краја рата

### Савремено доба
Градски јевреји су побијени током рата, а они малобројни који су преживели су емигрирали у Израел. Немци који нису побегли 1945. су неколико година касније присиљени да напусте своје домове. Држава је преузела велике фабрике које су после рата значно проширене. Сада је скоро 100% становника града пољског порекла и римокатоличке вероисповести.

## Туристичке атракције
- Ренесансна црква светог Матије
- Замак
- Ткачке куће
- Бивши замак породице Енверов
- Евангелистичка црква светог Петра и Павла
- Неоготска црква Пресвете Богородице
- Хришћанско гробље
- Јеврејско гробље
- Синагога

## Индустрија
Проценат одређених грана индустрије 2003. године
- лака индустрија -27%
- хемијска индустрија - 19%
- прехрамбена индустрија - 16%
- електромашинска индустрија - 13%
- дрвна индустрија - 7%
- остале гране - 18%

## Саобраћај
Почетаг градског транспорта је још давне 1901, када је отворена трамвајска линија Пабјањице-Лођ. Линија је продужена 1905, 1924. и 1940.
1. маја 1972. године саграђена су прве аутобуске станице. Аутобуски саобраћај се брзо развијао, а коришћени су аутобуси Икарус 260.

## Образовање
- Виша Хуманистичко-Економска школ
- Државна музичка кола I и II степрна
- Гимназијум бр. 1 под именом Јован Павле II
- Гимназијум бр. 2 под именом Народна Армија
- Гимназијум бр. 3 под именом Тадеуш Кошћушки
- Основна школа бр. 1
- Основна школа бр. 2
- Основна школа бр. 3
- Основна школа бр. 4 (специјална)
- Специјална школа бр. 5
- Основна школа бр. 5
- Основна школа бр. 8
- Основна школа бр. 9
- Основна школа бр. 13
- Основна школа бр. 14
- Основна школа бр. 17
- Општа Гимназија под именом Једжеј Сњадецки
- Општа Гимназија под именом Краљица Јадвига
- Приватна општа Гимназија под именом свети Вицент А'Пауло

## Међународна сарадња
| Мјесто  | Држава    | Врста сарадње | Од               |
| ------- | --------- | ------------- | ---------------- |
| Рокишки | Литванија |               | 19. јун 1998.    |
| Прато   | Италија   | партнерство   | 21. јул 2001.    |
| Гусев   | Русија    | партнерство   | 14. март 2002.   |
| Плауен  | Немачка   |               | 25. април 2005.. |
|         |           |               |                  |

## Партнерски градови
- Плауен
- Гусев
- Балаково